# De Diepte
De Diepte (svenska: Djupet) är en singel av den nederländska sångerskan S10. Låten släpptes den 3 mars 2022 och var det nederländska bidraget i Eurovision Song Contest 2022 i Turin. Låten var den första sedan 2010 att helt sjungas på nederländska i Eurovision.

## Eurovision Song Contest
Det nederländska sändningsföretaget AVROTROS tillkännagav kort efter finalen av Eurovision Song Contest 2021 sitt deltagande i den kommande tävlingen. Intresserade artister hade fram till den 31 augusti 2021 att skicka in upp till tre låtar till en urvalskommitté. Urvalsprocessen genomfördes med kontroll av den nederländska delegationschefen Lars Lourenco.
Den 7 december 2021 tillkännagav AVROTROS att S10 hade valts ut till att representera Nederländerna i Eurovision Song Contest 2022. Hennes låt "De Diepte" släpptes den 3 mars 2022. Låten tävlade i den första semifinalen där den slutade på andra plats och gick vidare till finalen. I finalen slutade bidraget på elfte plats med 171 poäng.